# الأوراق النقدية التذكارية للدولار الكندي
أُصدرت أربع أوراق نقدية تذكارية للدولار الكندي. صدرت أول ورقة نقدية من فئة 25 دولارًا في عام 1935 بمناسبة اليوبيل الفضي لاعتلاء جورج الخامس عرش المملكة المتحدة وهي الورقة النقدية الوحيدة من فئة 25 دولارًا التي أصدرها بنك كندا. بينما كانت الورقة النقدية التذكارية الثانية من فئة دولار واحد وقد صدرت في يناير 1967 لإحياء ذكرى المئوية الكندية. وجاء الإصدار الثالث في سبتمبر 2015 لإحياء ذكرى الملكة إليزابيث الثانية التي أصبحت أطول ملكة حكماً في المملكة المتحدة وكندا. أما الورقة التذكارية الرابعة فقد أصدرها بنك كندا بقيمة 10 دولارات عام 2017 بمناسبة الذكرى المئوية والخمسين لتأسيس كندا والتي كانت متاحة بحلول يوم كندا.

## اليوبيل الفضي لاعتلاء جورج الخامس العرش

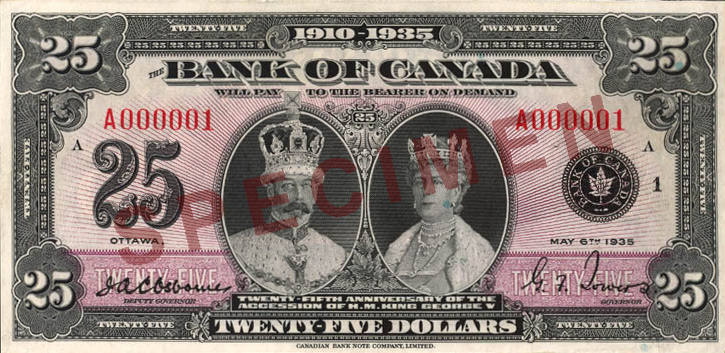
الوجه الأمامي للنسخة الإنجليزية من ورقة نقدية بقيمة 25 دولارًا. الصورتان لجورج الخامس على اليسار وماري تك على اليمين.

هي أول ورقة نقدية تذكارية أصدرها بنك كندا وكانت ورقة نقدية بقيمة 25 دولارًا في سلسلة عام 1935 لإحياء ذكرى اليوبيل الفضي لاعتلاء جورج الخامس العرش. صدرت الورقة النقدية الأرجوانية الملكية في يوم 6 مايو 1935، وهي الورقة النقدية التذكارية الوحيدة التي أصدرها بنك كندا بقيمة 25 دولارًا.
توجد صور جورج الخامس وماري وماري تك على الوجه الأمامي وهي من نقش لويل فورد والنقاش الرئيسي إدوين جان من شركة شركة أمريكان بانك نوت. بينما يصور المشهد الموجود على الوجه الخلفي قلعة وندسور، المقر الرسمي للعائلة المالكة، من نقش للويس ديلموس من شركة أمريكان بانك نوت.
تتضمن الورقة النقدية توقيعات محافظ بنك كندا جراهام تاورز، ونائب المحافظ جاك أوزبورن.

## ورقة نقدية بقيمة دولار واحد بمناسبة الذكرى المئوية
طرحت ورقة نقدية تذكارية في 3 يناير عام 1967 بقيمة دولار واحد للتداول احتفالاً بالذكرى المئوية للاتحاد الكندي. توقف بنك كندا عن إصدار الأوراق النقدية التذكارية في عام 1968.
كانت إطارات الوجهين الأمامي والخلفي مستندة إلى ورقة نقدية أصلية بقيمة دولار واحد من سلسلة عام 1954 مع تعديلها لتشمل النصوص Le centenaire de la confederation Canadienne وCentennial of Canadian Confederation، مع نص باللغة الإنجليزية في الجزء العلوي من الوجه والجزء السفلي من الخلف، ونص باللغة الفرنسية في الجزء السفلي من الوجه والجزء العلوي من الخلف.
على الجانب الأيسر من الوجه يوجد تعديل أحادي اللون الأخضر لأوراق القيقب المنمقة المستخدمة شعارًا للمئوية الكندية، والمميزة بسنوات 1867 و1967. الصورة نقش للملكة إليزابيث الثانية مقتبس من صورة فوتوغرافية التقطها المصور يوسف كرش في عام 1951، ولكن بدون التاج الذي كانت ترتديه. يصور الوجه الخلفي الكتلة المركزية الأصلية لمباني البرلمان، والتي دمرتها النيران في عام 1916، والمستمدة من نفس النقش المستخدم في ورقة نقدية من دومينيون كندا مصممة ومطبوعة في القرن التاسع عشر.
هناك نوعان مختلفان من الأوراق النقدية المطبوعة. يتضمن الأول الرقم التسلسلي أسفل الجزء العلوي من الإطار على الوجه، في حين أن البديل الثاني الأكثر شيوعًا يستبدل الأعوام 1867 و1967 بدلاً من الأرقام التسلسلية. كانت النسخة التي لا تحتوي على الرقم التسلسلي "مخصصة لجذب هواة جمع الأوراق النقدية".

## ورقة نقدية تذكارية بقيمة 20 دولارًا لعام 2015
أصدر بنك كندا في 9 سبتمبر 2015، ورقة نقدية لإحياء ذكرى إليزابيث الثانية التي أصبحت أطول ملكة حكمًا في المملكة المتحدة وكندا. عُرضت الورقة النقدية في حفل أقامه ديفيد جونستون، الحاكم العام لكندا في قاعة ريدو. هذه الورقة جزء من سلسلة فرونتيير من الأوراق النقدية البوليمرية وهي نسخة معدلة من الورقة النقدية القياسية بقيمة 20 دولارًا من ذلك الإصدار. على الورقة النقدية التذكارية، الصور الموجودة على الرقاقة المعدنية هي صورة إليزابيث الثانية مقتبسة من صورة التقطها المصور يوسف كرش عام 1951، والرمز الملكي لإليزابيث الثانية في الأسفل. هذه هي نفس الصورة المستخدمة في جميع أوراق النقد من سلسلة 1954 وورقة النقد المئوية بقيمة 1 دولار، لكنها تحتفظ بالتاج، مما يجعل هذه الورقة النقدية أول ورقة نقدية كندية تصور إليزابيث الثانية مرتدية تاجًا.

## ورقة نقدية تذكارية بقيمة 10 دولارات لعام 2017
أُصدرت ورقة نقدية تذكارية بقيمة 10 دولارات، بتداول 50 مليون نسخة، بمناسبة الذكرى السنوية الـ150 لتأسيس كندا في الأول من يونيو 2017. وهي مصنوعة من نفس مادة البوليمر واللون الأرجواني للأوراق النقدية القياسية فئة 10 دولارات من سلسلة فرونتير، ولكنها تحتوي على تصميم فريد يتضمن أربع صور لشخصيات كندية تاريخية مهمة.

## روابط خارجية
- أوراق نقدية تذكارية في بنك كندا
- بنك كندا يكشف ويصدر ورقة نقدية تذكارية بقيمة 20 دولارًا في بنك كندا
- الكشف عن ورقة نقدية تذكارية بقيمة 20 دولارًا لعام 2015 في بنك كندا